# Blepharita rjabovi
Blepharita rjabovi är en fjärilsart som beskrevs av Charles Boursin 1944. Blepharita rjabovi ingår i släktet Blepharita och familjen nattflyn. Inga underarter finns listade i Catalogue of Life.